# 白耳汲蜜鸟
白耳汲蜜鸟（学名：Myza sarasinorum）是吸蜜鸟科汲蜜鸟属的一种鸟类。主要分布于华莱士线以东、巴布亚新几内亚以西的区域，包括印度尼西亚的苏拉威西岛、努沙登加拉群岛、西南群岛、摩鹿加群岛（马鲁古群岛）、东帝汶等岛屿。

## 亚种
白耳汲蜜鸟包括以下亚种：
- Myza sarasinorum subsp. chionogenys Stresemann, 1931
- Myza sarasinorum subsp. pholidota Stresemann, 1932
- Myza sarasinorum subsp. sarasinorum A.B.Meyer & Wiglesworth, 1895